# Motorflugzeug
Ein Motorflugzeug ist ein Luftfahrzeug, das von einem oder mehreren Motoren angetrieben wird (Luftfahrtantriebe). Im Gegensatz zu den Motorflugzeugen benötigen Gleit- und Segelflugzeuge keine Motorunterstützung.

## Grundsätzliches

### Unterscheidung nach Art der Triebwerke
Motorflugzeuge können mit verschiedenen Antriebsarten wie Kolbenmotoren, Strahltriebwerken, Elektromotoren oder Raketentriebwerken ausgestattet sein. Motoren können das Flugzeug mit einem Propeller (Propellerflugzeug), mit dem Rückstoß ihres Abgasstrahls oder mit einer Kombination aus beidem (Turboprop) antreiben.

### Unterscheidung nach Anzahl der Triebwerke
Luftfahrtrechtlich und in Fluglizenzen unterscheidet man Motorflugzeuge nach der Anzahl ihrer Triebwerke in einmotorige (single engine) oder mehrmotorige (multi engine) Motorflugzeuge. Unter Piloten werden diese Flugzeuge umgangssprachlich als „Einmots“, „Zweimots“, „Dreimots“ usw. bezeichnet, im englischen Sprachraum entsprechend als „singles“, „twins“ usw.
Normalerweise werden die Flugzeuge mit der Motoranzahl größer, weil die Motorleistung meist erhöht wird, um mehr Gewicht befördern zu können. Ein Resultat dieser Entwicklung war seinerzeit die 52 Tonnen schwere Dornier Do X mit 12 Motoren. Es gibt aber auch Ausnahmen wie die zweimotorige CriCri mit nur 170 kg maximaler Startmasse. Auch einige Jagdflugzeuge des Zweiten Weltkriegs waren mehrmotorige Motorflugzeuge, die in der Regel jedoch nicht über bessere Flugleistungen verfügten als einmotorige Flugzeuge. Bekannteste Beispiele sind die P-38 Lightning und die Messerschmitt Bf 110.

## Geschichte
Der erste kontrolliert gesteuerte, bemannte, motorbetriebene Flug mit einem Flugzeug nach dem Prinzip „Schwerer als Luft“ wurde nach zeitgenössischer Sicht Samuel Pierpont Langley zuerkannt. Heute nimmt man als ersten Flug – nach nicht unumstrittener Ansicht – den der Gebrüder Wright am 17. Dezember 1903 mit ihrem Wright Flyer in Kitty Hawk im US-amerikanischen Bundesstaat North Carolina an. Dem deutschen Tüftler Gustav Weißkopf können erste Motorflüge allerdings schon im Jahr 1901 gelungen sein. Dementsprechend hat der US-Bundesstaat Connecticut Weißkopf 2013 den ersten Flugzeug-Motorflug zugeschrieben und dies gesetzlich verankert. Den ersten öffentlichen und unbestrittenen Motorflug absolvierte der Brasilianer Alberto Santos Dumont am 12. November 1906 (Bird of Prey) in Paris.

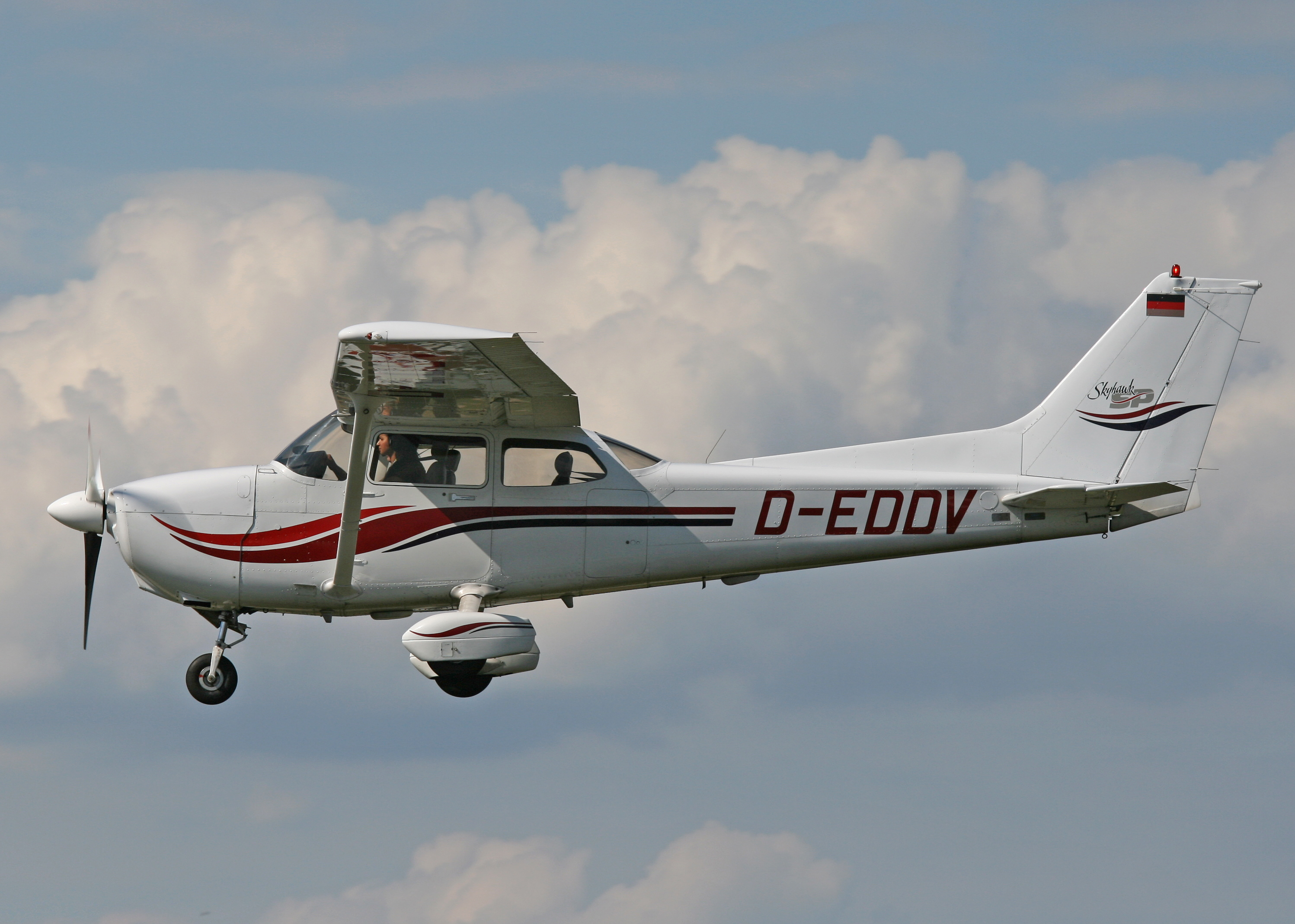
Cessna 172 (Einmot)
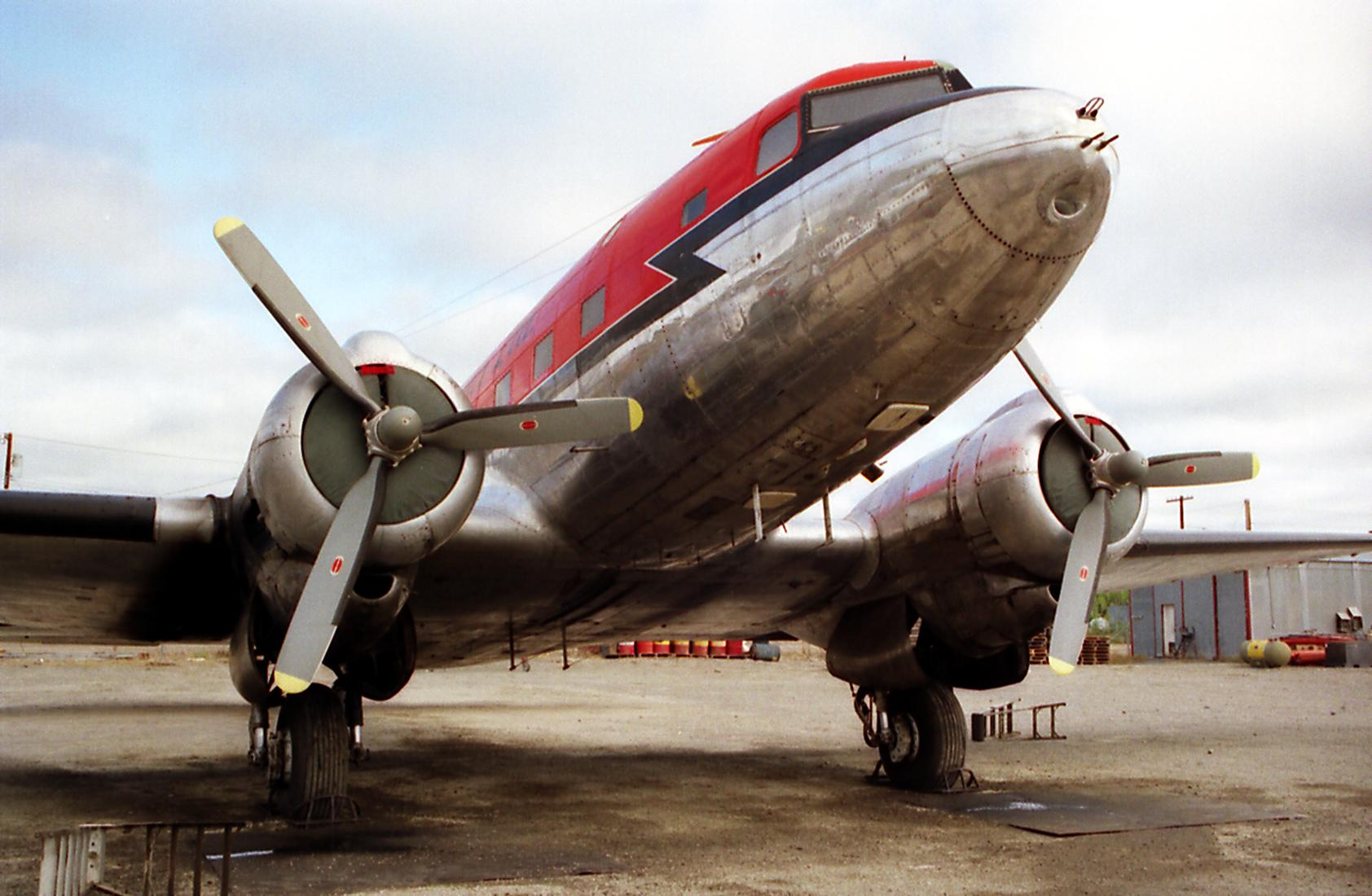
Douglas DC-3 (Zweimot)
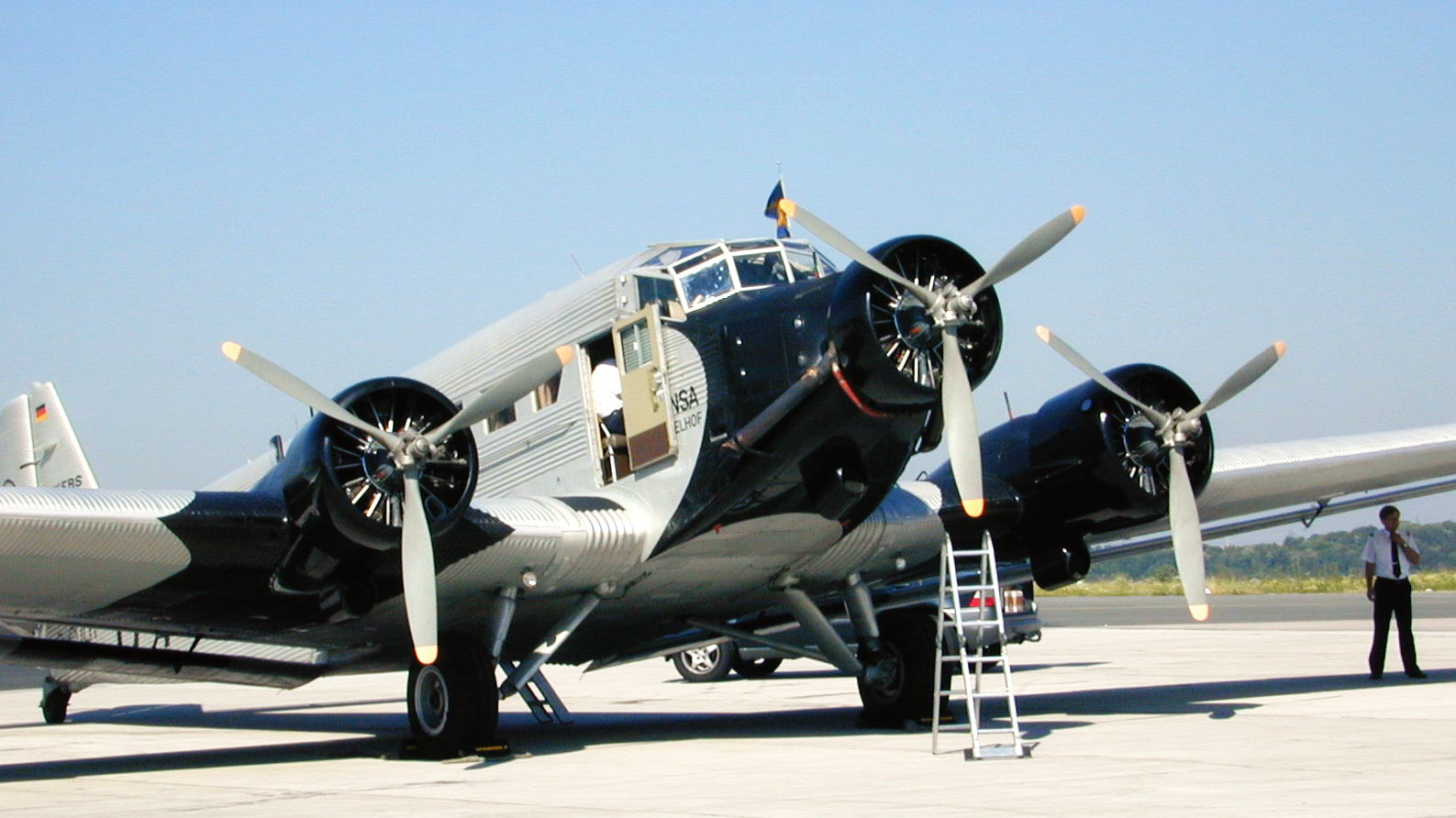
Junkers Ju 52 (Dreimot)
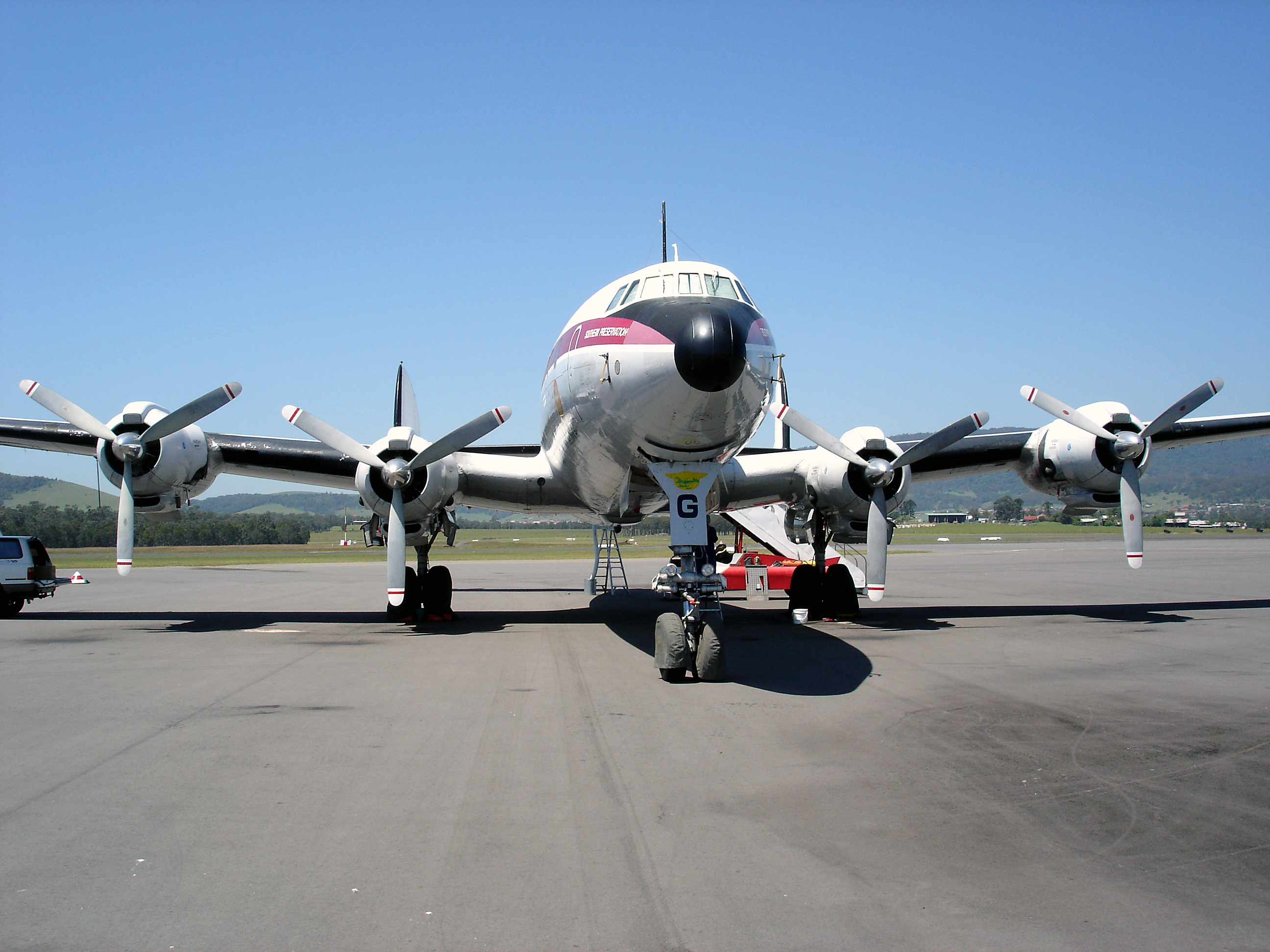
Super Constellation (Viermot)
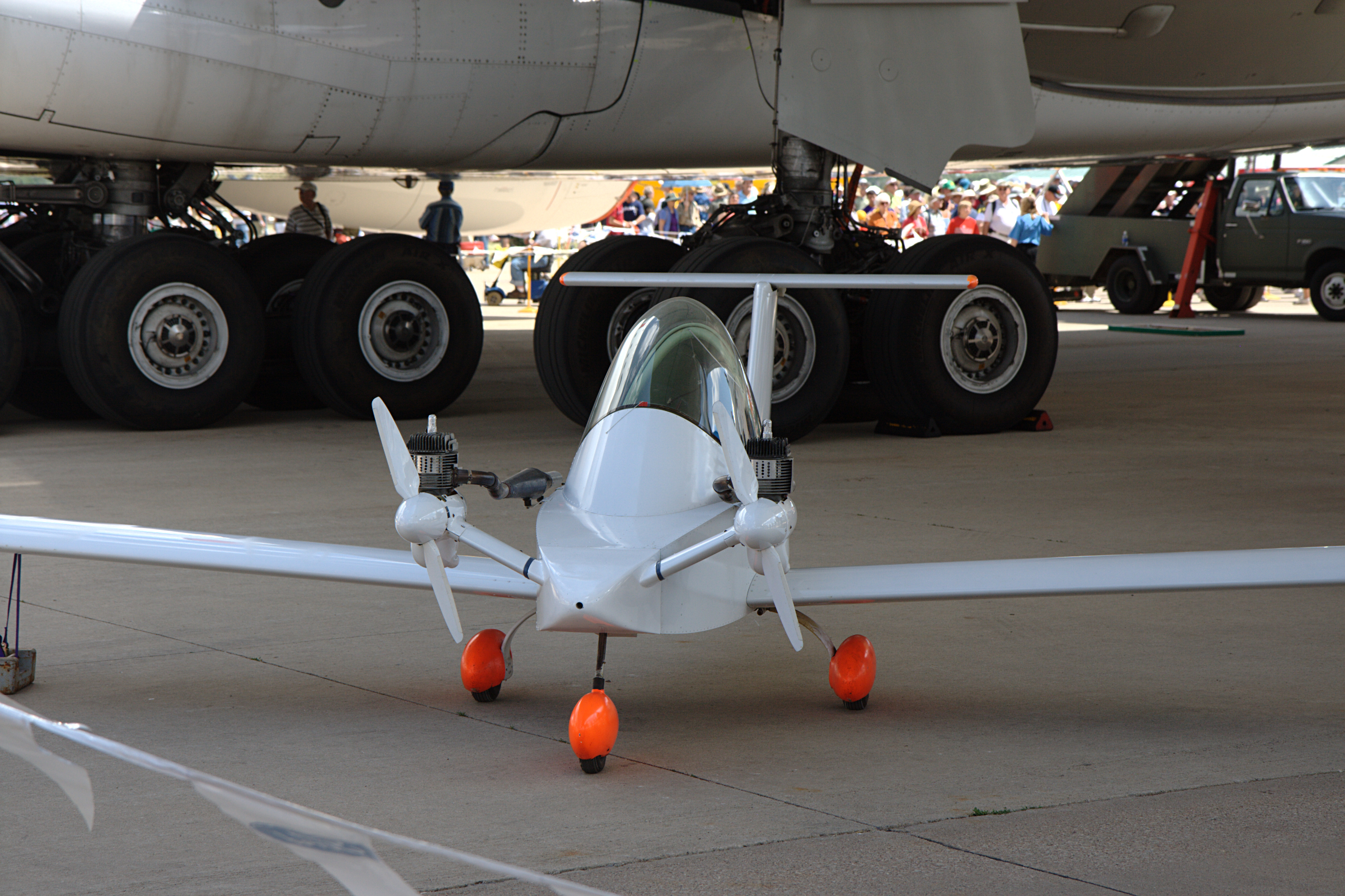
CriCri (Zweimot) vor A380

## Spezielle Arten
- Strahlflugzeug
- Leichtflugzeug („Sportflugzeug“)
- Motorsegler
- Ultraleichtflugzeug
- Solarflugzeug